# Église Sainte-Eulalie d'Arboussols
Pour les articles homonymes, voir église Sainte-Eulalie.
L'église Sainte-Eulalie d'Arboussols est une église romane à Arboussols, dans le département français des Pyrénées-Orientales.